# Trichomycterus rivulatus
Trichomycterus rivulatus är en fiskart som beskrevs av Valenciennes, 1846. Trichomycterus rivulatus ingår i släktet Trichomycterus och familjen Trichomycteridae. IUCN kategoriserar arten globalt som nära hotad. Inga underarter finns listade i Catalogue of Life.